# Старочорторийська сільська рада (Любарський район)
Старочорторийська сільська рада (Старо-Чорторийська сільська рада) — колишня адміністративно-територіальна одиниця та орган місцевого самоврядування у Любарському і Дзержинському районах Житомирської і Бердичівської округ, Вінницької й Житомирської областей Української РСР та України з адміністративним центром у с. Стара Чортория.

## Населені пункти
Сільській раді були підпорядковані населені пункти:
- с. Стара Чортория
- с. Борушківці
- с. Дослідне

## Населення
Кількість населення ради станом на 1923 рік становила 2 247 осіб, кількість дворів — 441.
Відповідно до перепису населення СРСР, станом на 17 грудня 1926 року, чисельність населення ради становила 2 576 осіб, з них за статтю: чоловіків — 1 211, жінок — 1 365, етнічний склад: українців — 2 536, росіян — 9, євреїв — 15, поляків — 15, інших — 1. Кількість господарств — 565, з них несільського типу — 29.
Відповідно до результатів перепису населення СРСР, кількість населення ради станом на 12 січня 1989 року становила 2 180 осіб.
Станом на 5 грудня 2001 року, відповідно до перепису населення України, кількість мешканців сільської ради становила 2 136 осіб.

## Склад ради
Рада складалася з 16 депутатів та голови.

### Керівний склад сільської ради
| ПІБ                      | Основні відомості                                                 | Дата обрання | Дата звільнення |
| ------------------------ | ----------------------------------------------------------------- | ------------ | --------------- |
| Гулько Микола Васильович | Сільський голова, 1955 року народження, освіта, безпартійний      | 26.03.2006   | 31.10.2010      |
| Гулько Микола Васильович | Сільський голова, 1955 року народження, освіта вища, безпартійний | 31.10.2010   |                 |

Примітка: таблиця складена за даними джерела

## Історія
Створена 1923 року в складі сіл Деревичка, Стара Чортория та хутора Білинщина Ново-Чорторийської волості Полонського повіту Волинської губернії. 17 грудня 1926 року в підпорядкуванні значилися хутори Ведмежий Яр, Драгунів Яр, За Случчю, виселки Тік та Старочорторийська досвідна станція (згодом — Дослідне Поле). 4 вересня 1928 року в с. Деревичка створено окрему Малодеревичківську сільську раду Любарського району. На 1 жовтня 1941 року хутори Білинщина, Ведмежий Яр, Драгунів Яр, За Случчю, Тік не перебували на обліку населених пунктів.
Станом на 1 вересня 1946 року сільська рада входила до складу Любарського району Житомирської області, на обліку в раді перебували с. Стара Чортория та х. Дослідне Поле (згодом — Дослідне).
На 1 січня 1972 року сільська рада входила до складу Любарського району Житомирської області, на обліку в раді перебували села Дослідне та Стара Чортория.
10 травня 1972 року, відповідно до рішення Житомирського облвиконкому № 194 «Про ліквідацію, утворення, окремих сільрад та зміни в адміністративному підпорядкуванні деяких населених пунктів Любарського і Малинського районів», підпорядковано с. Борушківці Великодеревичівської сільської ради Любарського району.
Ліквідована 1 червня 2020 року через добровільне приєднання до складу Любарської селищної територіальної громади Любарського району Житомирської області.
Входила до складу Любарського (7.03.1923 р., 4.01.1965 р.) та Дзержинського (30.12.1962 р.) районів.